# 埃克利普斯冰川
埃克利普斯冰川（英語：Eclipse Glacier），是南極洲的冰川，位於南喬治亞島南部，最終注入雅各布森灣，由英國研究隊命名，現時由英國海外領土管轄。